# Sankt Petersburg Griffins 2022
Questa voce raccoglie le informazioni riguardanti i Sankt Petersburg Griffins nelle competizioni ufficiali della stagione 2022.

## Maschile

### Eastern European Superleague 2022

#### Stagione regolare
| Korolëv 8 maggio 2022, ore 13:00 1ª giornata | Spartak Moskva | 21 – 14 (3-0 8-7 3-0 7-7) referto | Sankt Petersburg Griffins | Stadion Vympel\| Arbitro: \| Smirnov \| |
| Arbitro:                                     | Smirnov        |                                   |                           |                                         |

| Zelenograd 21 maggio 2022, ore 17:00 2ª giornata | Sechenov Phoenix /Moscow Patriots | 35 – 22 (7-0 7-10 21-0 0-12) referto | Sankt Petersburg Griffins | Stadio del Rugby\| Arbitro: \| Smirnov \| |
| Arbitro:                                         | Smirnov                           |                                      |                           |                                           |

| San Pietroburgo 11 giugno 2022, ore 14:00 Recupero 3ª giornata | Sankt Petersburg Griffins | 7 – 48 (7-0 0-0 0-14 0-34) referto | Sankt Petersburg North Legion | Stadion Dinamo\| Arbitro: \| Zacharov \| |
| Arbitro:                                                       | Zacharov                  |                                    |                               |                                          |

| San Pietroburgo 18 giugno 2022, ore 12:00 4ª giornata | Sankt Petersburg Griffins | 54 – 19 (14-0 20-7 20-6 0-6) referto | Moscow United | MSA Petrovskij\| Arbitro: \| Zacharov \| |
| Arbitro:                                              | Zacharov                  |                                      |               |                                          |

| San Pietroburgo 2 luglio 2022, ore 12:00 5ª giornata | Sankt Petersburg Griffins | 7 – 46 (0-13 0-7 0-13 7-13) referto | Moscow Spartans | MSA Petrovskij\| Arbitro: \| Zacharov \| |
| Arbitro:                                             | Zacharov                  |                                     |                 |                                          |

### Statistiche di squadra
| Competizione      | %Vittorie | In casa | In casa | In casa | In casa | In casa | In casa | In trasferta | In trasferta | In trasferta | In trasferta | In trasferta | In trasferta | Totale | Totale | Totale | Totale | Totale | Totale |
| Competizione      | %Vittorie | G       | V       | N       | P       | Pf      | Ps      | G            | V            | N            | P            | Pf           | Ps           | G      | V      | N      | P      | Pf     | Ps     |
| ----------------- | --------- | ------- | ------- | ------- | ------- | ------- | ------- | ------------ | ------------ | ------------ | ------------ | ------------ | ------------ | ------ | ------ | ------ | ------ | ------ | ------ |
| Stagione regolare | .200      | 3       | 1       | 0       | 2       | 68      | 113     | 2            | 0            | 0            | 2            | 36           | 56           | 5      | 1      | 0      | 4      | 104    | 169    |
| Totale            | .200      | 3       | 1       | 0       | 2       | 68      | 113     | 2            | 0            | 0            | 2            | 36           | 56           | 5      | 1      | 0      | 4      | 104    | 169    |

### Statistiche personali

#### Marcatori
| Giocatore   | Ruolo | TD rush | TD recv | TD int | TD p.ret | TD k.ret | TD oth | Xp1 | Xp2 | FG | Saf | Totale |
| ----------- | ----- | ------- | ------- | ------ | -------- | -------- | ------ | --- | --- | -- | --- | ------ |
| Mansurov    |       | 3       | 0       | 0      | 0        | 0        | 0      | 0   | 0   | 0  | 0   | 18     |
| Lebedev     |       | 0       | 0       | 0      | 0        | 0        | 0      | 10  | 0   | 1  | 0   | 13     |
| Klušin      |       | 1       | 1       | 0      | 0        | 0        | 0      | 0   | 0   | 0  | 0   | 12     |
| Smolenskij  |       | 2       | 0       | 0      | 0        | 0        | 0      | 0   | 0   | 0  | 0   | 12     |
| F. Zacharov |       | 2       | 0       | 0      | 0        | 0        | 0      | 0   | 0   | 0  | 0   | 12     |
| Asjakin     |       | 0       | 1       | 0      | 0        | 0        | 0      | 0   | 0   | 0  | 0   | 6      |
| Atlasajuk   |       | 0       | 1       | 0      | 0        | 0        | 0      | 0   | 0   | 0  | 0   | 6      |
| Bogatyrev   |       | 0       | 0       | 0      | 0        | 0        | 1      | 0   | 0   | 0  | 0   | 6      |
| Korol'čuk   |       | 1       | 0       | 0      | 0        | 0        | 0      | 0   | 0   | 0  | 0   | 6      |
| Poverinov   |       | 0       | 1       | 0      | 0        | 0        | 0      | 0   | 0   | 0  | 0   | 6      |
| Pupyšev     |       | 1       | 0       | 0      | 0        | 0        | 0      | 0   | 0   | 0  | 0   | 6      |